# Niepołomice
Niepołomice là một thị trấn thuộc huyện Wielicki, tỉnh Małopolskie ở nam Ba Lan. Thị trấn có diện tích 28 km². Đến ngày 1 tháng 1 năm 2011, dân số của thị trấn là 9698 người và mật độ 354 người/km².